# 不告而別
不告而別是美國歌手凱莉·克萊森的歌曲，收錄在她於2004年發行的第二張錄音室專輯《美夢成真》。歌曲由马克斯·马丁跟卢克博士創作及製作，並在《美夢成真》發行兩週前作為專輯的主打單曲發行。這是一首快板流行搖滾跟強力流行的強力謠曲，將電子聲音與柔和響亮的流行搖滾聲音揉合在一起。馬丁原先打算把歌曲寫給紅粉佳人，但遭到對方拒絕。歌曲其後亦曾交給希拉里·达夫，但由於達夫未能唱到高音而只好拒絕。在克萊夫·戴維斯的說服下，歌曲的創作者最終決定把它交給克萊森。克萊森在聽過歌曲的樣本後，發現風格比較偏向流行，因此決定加入更重力的吉他聲跟更猛烈的鼓聲。歌曲的歌詞從女性的角度出發，表達出她對結束陷入困境的關係的解脫感。
不告而別獲得樂評家的正面評價，包括認為是《美夢成真》的亮眼歌曲。歌曲亦被樂評家評為2000年代的最佳流行樂曲之一，當中《滾石》在2010年把歌曲評為滚石杂志五百大歌曲第482位，並在2021年的更新版把歌曲評為第93位。不告而別亦獲得商業上的成功。歌曲在美國《Billboard》百大熱門榜最高登上第2位，而當週冠軍為五角和奧利維亞的糖果屋。歌曲獲得美國百大流行單曲榜連續六週冠軍，亦在美國主流四十強單曲榜獲得非連續七週冠軍。歌曲獲美國唱片業協會認證為白金唱片，代表出貨量達到100萬張。不告而別亦獲得全球範圍成功，最高登上奧地利、澳洲、愛爾蘭、荷蘭及英國單曲榜前5位。歌曲亦打進挪威、德國跟瑞士單曲榜前10位。
克萊森於「2005年MTV音樂錄影帶大獎」跟「2006年全英音樂獎」上表演歌曲克萊森亦在多次個人演唱會上演唱歌曲。歌曲的音樂錄影帶由艾力克斯·狄瑞考夫執導，內容為克萊森破壞前男友的公寓。錄影帶於「2005年MTV音樂錄影帶大獎」獲得三項提名，最終贏得「最佳女歌手音樂錄影帶」及「最佳流行音樂錄影帶」。在「第48届格莱美奖」，歌曲贏得「最佳流行女歌手」。不告而別曾被多個歌手翻唱，包括美國搖滾樂隊A Day to Remember、獨立搖滾歌手泰德·萊奧以及加拿大獨立樂隊東京警察俱樂部，歌曲亦獲巴西肥皂剧《鍛鍊》等節目使用。

## 背景與創作
在接受《Blender》的訪問時，馬丁跟盧克博士透露原本屬意由粉红佳人演唱不告而別，但被她拒絕歌曲。盧克博士亦指希拉里·达夫的管理對於歌曲感興趣，但由於達夫不能唱出歌曲的高音而只能放棄。雖然二人原本不願意，但在克萊夫·戴維斯的說服下決定將歌曲交給克萊森。戴維斯表示：「馬克斯想跳出跟後街男孩所做的風格，而我則花時間說服他們一位《美國偶像》優勝者能夠帶給他們要求在歌曲裡所需要的感覺跟熱情。根據音樂電視網，克萊森在2004年下旬已經完成個人第二張專輯《美夢成真》的錄製，但在A&R的建議下決定飛往瑞典跟馬丁與盧克博士會面。馬丁跟盧克博士過往主要傾向流行音樂，但這次他們想要製作搖滾歌曲。克萊森想到這次專輯裡有更多搖滾風格作品，最終決定跟他們合作。
不告而別受到Yeah Yeah Yeahs2003年的歌曲Maps影響。盧士博士在接受《告示牌》訪問時提到：

這是馬克斯跟我有意識的舉動，因為我們都有在聆聽獨立與另類音樂...我說：「啊，我愛這首歌」，而馬克斯就覺得：「如果他們能在歌曲寫出該死的流行副歌就好了！」這讓他抓狂，因為那首獨立歌曲大概從6分開始，到7分，再到8分，然後副歌就來了...它就回到5分。這把他搞瘋。而當他那樣說的時候，那就像亮起一個燈泡一樣。「為甚麼我們不嘗試這樣做，去把一段盛大的副歌寫進去呢？而這真有用」。

Maps跟不告而別有著近似的前奏、導歌的結他轉折、八小節，並均以G大調的音調創作。Yeah Yeah Yeahs的詞曲作家卡倫·歐指留意到當中的相似時「就像是被有毒的害獸咬到一樣」。
不告而別為克萊森最後一首為《美夢成真》錄製的歌曲，而錄製過程則在瑞典進行。克萊森起初對歌曲並不充滿信心，表示：「歌曲還未填上任何歌詞，甚至連旋律本身也沒完全完成...歌曲在電腦上製作，沒有任何樂隊演奏。我的唱片公司對它趨之若鶩，而我就覺得：『為甚麼？』」。克萊森也解釋當自己第一次聽到不告而別時，就覺得歌曲對自己的方向而言有點太過流行，因此決定以加入鼓聲跟結他聲修改歌曲的音樂風格。克萊美告訴音樂電視網這是一首關於「一段在開始時順利但其後變質的戀愛關係」的歌曲。歌曲於2004年11月16日派往美國的主流電台，作為《美夢成真》的主打單曲發行。

## 詞曲
不告而別是一首流行搖滾、強力流行，以及強力謠曲風格歌曲，由馬克斯·馬丁跟盧克博士共同創作兼製作。歌曲的调為G大調，並以
拍創作，是一首每分鐘達到132拍的中板樂曲。Popdose的編輯指歌曲帶有「電子增強的光澤」，為另類搖滾風格的響亮跟柔和聲音充滿合適的對立。歌曲亦包括響亮的結他聲跟傷感的歌詞，以及一段盛大的副歌。歌曲的和弦進行為G-Am–Em–F，而克萊林在歌曲的聲樂跨度則從最低的G3到最高的G5，並橫跨兩個八度。Blogcritics的菲林·拉瑞德讚賞不告而別的「高能量、強力聲樂以及作為擁有具感染力記憶點的流行搖滾樂曲」。《娛樂週刊》的編輯亦有著近似意見，認為歌曲突出克萊林「極強的」聲樂，並讚賞歌曲「讓人入迷的」記憶點。衛星音樂的戴夫·唐納利將不告而別跟克萊森另一首歌曲藏在雙眸裡的音樂編排作比較。他認為兩首歌曲都讓旋律代表著本身，因為緊湊的音樂編排為克萊森的聲樂增色。
歌曲以第一人身作敘事角度，作為一個女性因為戀愛關係結束而變得寬慰。ZME音樂的史蒂夫·蘭皮里斯讚賞克萊林的聲樂有如歌曲的心臟一樣。他亦讚揚克萊森在副歌裡的唱法，暗示著她自己才是決定分手的那個人。他亦認為「我終於可以大口呼吸／我終於可以大步前進／耶耶」的段落唱得讓人信服：「要不她的前任真是個完全的混蛋，要不她真的值得拿個奧斯卡提名」。在接受《娱乐周刊》的丹·斯尼爾森採訪時，斯尼爾森提出克萊森於藏在雙眸裡裡唱出「看似完整但內心卻是破碎的／因為我不能呼吸」，但在不告而別裡卻唱出「但自從你不告而別／我終於可以大口呼吸」，因此開玩笑地詢問她是否有雙相哮喘的問題，而克萊森則表示藏在雙眸裡是關於一個傻爪因為把事情搞砸而感到不快樂，而不告而別則是因為看見自己前任現在變得悲慘而感到寬慰。

## 反響

### 專業評價
歌曲於發行前後獲得正面評價。MSN的史蒂芬·托馬斯·艾爾維恩在評論《美夢成真》時表示不告而別、轉身離開跟你發現了我為專輯的支柱。他亦認為這首歌曲聽起來感覺主題而年輕。Blogcritics的羅賓給予歌曲正面評價，強調「這幾乎是近年以來其中一首最好的分手流行曲」。他亦認為這代表「在城郊道路上遇到黃燈時，能夠搖下車窗自豪地跟著甩頭」的歌曲。《偏锋杂志》的薩爾·辛克馬尼認為克萊森在不告而別優秀地模仿出佩特·班納塔。他亦在總結評論時強調《美夢成真》證明克萊森已經成功避開二年级生低潮，但不告而別幫助她取得成功。《偏鋒雜誌》的編輯其後把不告而別評為全時期最佳單曲的第13位，表示歌曲證明克萊森作為歌唱家的有力才能，以及作為藝術家的多變。
NPR音樂的斯蒂芬·湯普森稱歌曲為「十年間其中一首最傑出的流行聖歌」，並充滿能量、吸引力以及飽滿的強度。ZME音樂的史蒂夫·蘭皮里斯讚賞歌曲是「在近十年間為數不多的其中一首完美流行曲」，指很難歸納出這首歌非常成功的主因。《告示牌》的加里·托拉斯稱不告而別為00年代的定義歌曲。他亦指歌曲已經達到女性流行歌曲的藍圖地位，類似的歌曲製作在麥莉·希拉、凱蒂·佩芮跟紅粉佳人的作品上都能看到。2014年，NPR音樂的瑞恩·凱拉特認為歌曲的成功其實是借鑑自以前的音樂潮流，包括1990年代的節奏藍調跟另類搖滾風格。2015年，《告示牌》的加里·托拉斯指凱莉·克萊森的不告而別（馬克斯·馬丁參與創作）成為純流行音樂復興的主因之一，而這亦幫助蕾哈娜、凱蒂·佩芮、（泰勒）·斯威夫特及其後的Lady Gaga事業突破，（以及（布蘭妮）·斯皮爾斯的復甦），指出歌曲「開始侵蝕嘻哈音樂在00年代早期的統治，並扭轉局面讓女性歌手站到前沿」。

### 獎項與認可
在「第48届格莱美奖」，不告而別贏得「最佳流行女歌手」。在2005年「青少年选择奖」，歌曲贏得「音樂票選獎：單曲」。歌曲亦在2005年「XM國族音樂獎」上贏得「最佳流行跟唱歌曲」。歌曲亦在2005年「電台音樂獎」上獲得「年度歌曲：主流熱門電台」的獎項提名，但敗給瑪麗亞·凱莉的我要我們在一起。在2005年「《告示牌》音樂獎」，歌曲獲得兩項獎項提名。歌曲獲得「百強年度單曲」的提名，但敗給瑪麗亞·凱莉的我要我們在一起，歌曲亦獲得「數位年度歌曲」的提名，但敗給關·史蒂芬妮的哈啦美眉。

## 商業成績
不告而別於2004年12月18日當週打進《Billboard》百大熱門榜第70位。歌曲於次週升至第53位，然後在第三週升上第38位。在2005年4月9日當週，不告而別登上最高的第2位，僅次於五角的糖果屋。這讓不告而別成為2005年第一首女性個人歌手打進榜單前2位的流行歌曲。這也成為自克莉絲汀·阿奎萊拉的美麗的於2003年2月登上第2位後，女性個人歌手第一首登上榜單前2位的非節奏藍調或嘻哈風格歌曲。歌曲在《Billboard》百大熱門榜的前10位總共逗留了20週。在2005年3月26日當週，歌曲登上美國百大流行單曲榜的冠軍位置，其後總共獲得連續六週冠軍。歌曲亦獲得美國流行歌曲榜七週冠軍。在《告示牌》的電台歌曲榜，歌曲於2005年4月23日當週最高登上第4位。不告而別於2006年1月25日獲美國唱片業協會認證為白金唱片。截至2017年9月，不告而別在美國的付費下載量已經達到297.3萬次。
不告而別在國際地區亦取得商業成功。在澳洲，歌曲於2005年2月13日當週空降並最高登上榜單第3位。歌曲其後獲澳大利亚唱片业协会認證為白金唱片，代表出貨量達到7萬張。在紐西蘭，不告而別於2005年3月21日當週空降榜單第18位。歌曲於三週後最高登上第11位，並在該名次逗留了非連續的三週。在2005年7月16日當週，不告而別空降並最高登上英國單曲榜第5位，截至2016年4月，歌曲在當地已經售出40萬張。歌曲在2005年7月7日當週空降爱尔兰单曲榜第8位，並在三週後最高登上第4位。歌曲在歐洲地區以外地方亦取得成功，包括最高登上奧地利單曲榜第3位、瑞士單曲榜第7位、挪威單曲榜第9位、荷蘭單曲榜第10位，以及瑞典單曲榜第16位。

## 音樂錄影帶

### 背景
不告而別的音樂錄影帶由艾力克斯·狄瑞考夫執導，並於2004年11月上旬拍攝。克萊森告訴音樂電視網認為每個女孩都想報復背叛自己的男朋友，因而想出錄影帶的概念。她亦說：「你知道嗎，『為甚麼我不就去搗亂她的屋子呢？（…）所以我便在錄影帶這樣做。我所做的就只有破壞東西。這是很酷的工作。我能一直這樣做。」克萊森表示自己在錄影帶的行為，可能會被觀眾認為跟性格不符。她解釋：「在開頭的時候，我把東西翻來，又把泥漿塗在牆上，就像在自己的公寓一樣，但最後發現其實是屬於他的新歡，所以這是個風趣的錄影帶。歌曲的音樂錄影帶在2004年11月16日於《互動全方位》上首映。

### 內容
音樂錄影帶由克萊森坐在一間公寓裡的沙發上，拿著一個心形吊墜開始。其後克萊森在浴室裡對著鏡子整理儀容，並打開櫃子將裡面的物品四處丟棄，還把牙膏往洗手盤上擠掉，直至地板上都佈滿四散的物品。在副歌的部分，克萊森與她的樂隊在夜場向著起舞的群眾表演歌曲。第一段副歌完結後，克萊森走進一間滿是衣櫥的房間，並剪爛裙子、把衣服從衣櫥裡拉出地上，然後在衣服堆內唱歌。在第二段副歌完結後，她走進睡房並扯爛放在床上的枕頭，使房間都充滿飛舞的羽毛。而她跟樂隊表演的場面則以蒙太奇的形式穿插她毀壞房子、弄碎房門的玻璃窗、打破花瓶、電視機、時鐘、雪櫃、燈飾、微波爐、電話、傢俱跟椅子的場面。克萊森其後在客廳拿起前度跟現任女友的合照相架，然後推掉唱片架並把相架往玻璃桌上扔，使桌子碎成兩半。將單位破壞後，克萊森戴著帽子走出門口，剛好碰見前度正在摟著前現女友回家。克萊森掩著自己的臉離開現場。而最後的場面則為這對情侶回家後震驚地看著被破壞的公寓，而吊墜則繼續掛著搖擺。

### 反響與榮譽
NPR音樂的史蒂芬·湯普森對音樂錄影帶感覺到失望，因為它「將歌曲信息削弱至令人震驚的程度：歌詞說『自從你不告而別／我終於可以大口呼吸』，但畫面卻說『跟你分手必須摧毀你所有財產』」。而E!的約翰尼·麥克則覺得錄影帶非常幽默，而克萊森則「處於她的搖滾巔峰」。她補充說：「它展現出這歌手的假小子一面，包括搗亂她前任的衣櫥，毀壞他的床，並通過破壞他的地方來進行重大報復」。在「2005年MTV音樂錄影帶大獎」上，錄影帶獲得三個獎項提名，最終贏得「最佳女歌手音樂錄影帶」及「最佳流行音樂錄影帶」，作品亦獲提名「最佳人氣獎」，但最終輸給年輕歲月的夢碎大道。MusicOMH把歌曲的音樂錄影帶評為2000年代的第86佳錄影帶。2012年2月，歌曲的音樂錄影帶獲VH1的《驚喜錄影帶》重製，為錄影帶加上包括冷知識、俏皮話跟邊緣性暗示的「彈出」泡泡框。

## 現場表演

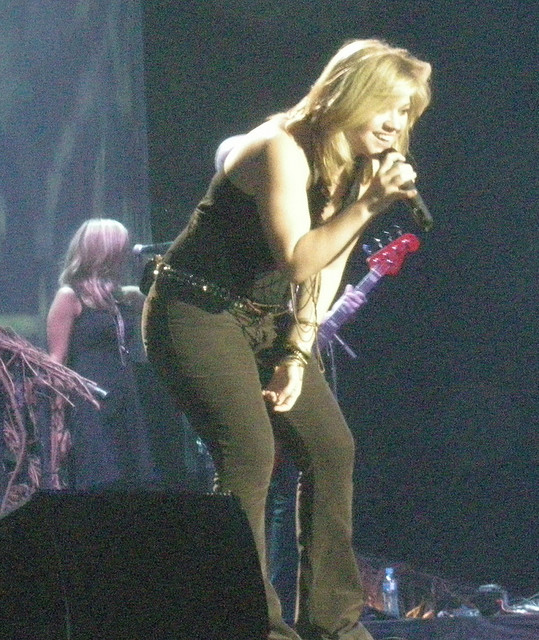
克萊森在「心碎12月巡迴演唱會」上演唱

克萊森於「2005年MTV音樂錄影帶大獎」上表演不告而別。這場表演獲得評論家的正面評價，包括認為是當晚頒獎禮最精彩的演出。克萊森以赤足的方式登台，並在有如瀑布般的流水下濕身對觀眾演唱。克萊森曾告訴《人物》自己最喜愛的電視亮相時刻之一便是MTV音樂錄影帶大獎的不告而別表演，指「我討厭盛裝打扮的樣子，所以當濕透得滿臉睫毛膏時絕對讓我當晚變得精彩！」。Idolator的貝基·貝恩認為當晚的演出是克萊森讓人印象最深刻的現場表演，而《紐約時報》的凱萊法·桑尼認為克萊森的表演非常紮實，但覺得她在正常狀態下的聲音比渾身濕透時更好。克萊森亦在2005年於《週六夜現場》上表演歌曲，並在倫敦伯爵宮展覽中心舉辦的「2006年全英音樂獎」演唱歌曲。
克萊森亦在多次個人演唱會上演唱不告而別。歌曲作為「心碎12月巡迴演唱會」的安哥演唱曲之一。在康乃狄克州安卡斯維爾的金神大太陽競技場場次表演時，克萊森在演唱不告而別時讓觀眾跟著唱副歌部分。克萊森在燈塔劇院演唱歌曲時因觀眾的情緒過於高漲，導致演出必須中斷。在「無可就要巡迴演唱會」，克萊森在漢默斯坦舞廳演唱歌曲，獲《滾石》的卡琳·甘茲讚賞「舞廳變成充滿揮舞手臂跟彈簧甩頭的電子海洋」。克萊森在2011年於《艾倫·狄珍妮秀》宣傳她的第五張專輯《堅定不移》時演唱了不告而別跟自大狂。在《VH1 Divas Celebrates Soul》電視特輯上，克萊森跟玛丽·布莱姬以及珍妮佛·哈德遜一同演唱You Keep Me Hangin' On、Spotlight、Real Love和不告而別的組曲。克萊森也在2012年舉行的「堅定不移巡迴演唱會」上演唱歌曲。在奥尔巴尼時代聯合中心的場次上，克萊森以音樂劇的編排演唱歌曲。《時代聯合》的格雷·海姆斯讚賞表演的編排為「以具節奏感而破音的電貝斯，以及不可抗拒的鐵克諾振動重製及重塑，作為她充滿記憶點的流行歌曲的基礎」。他亦指這是演唱會的多個驚喜之一。

## 翻唱版本與媒體使用

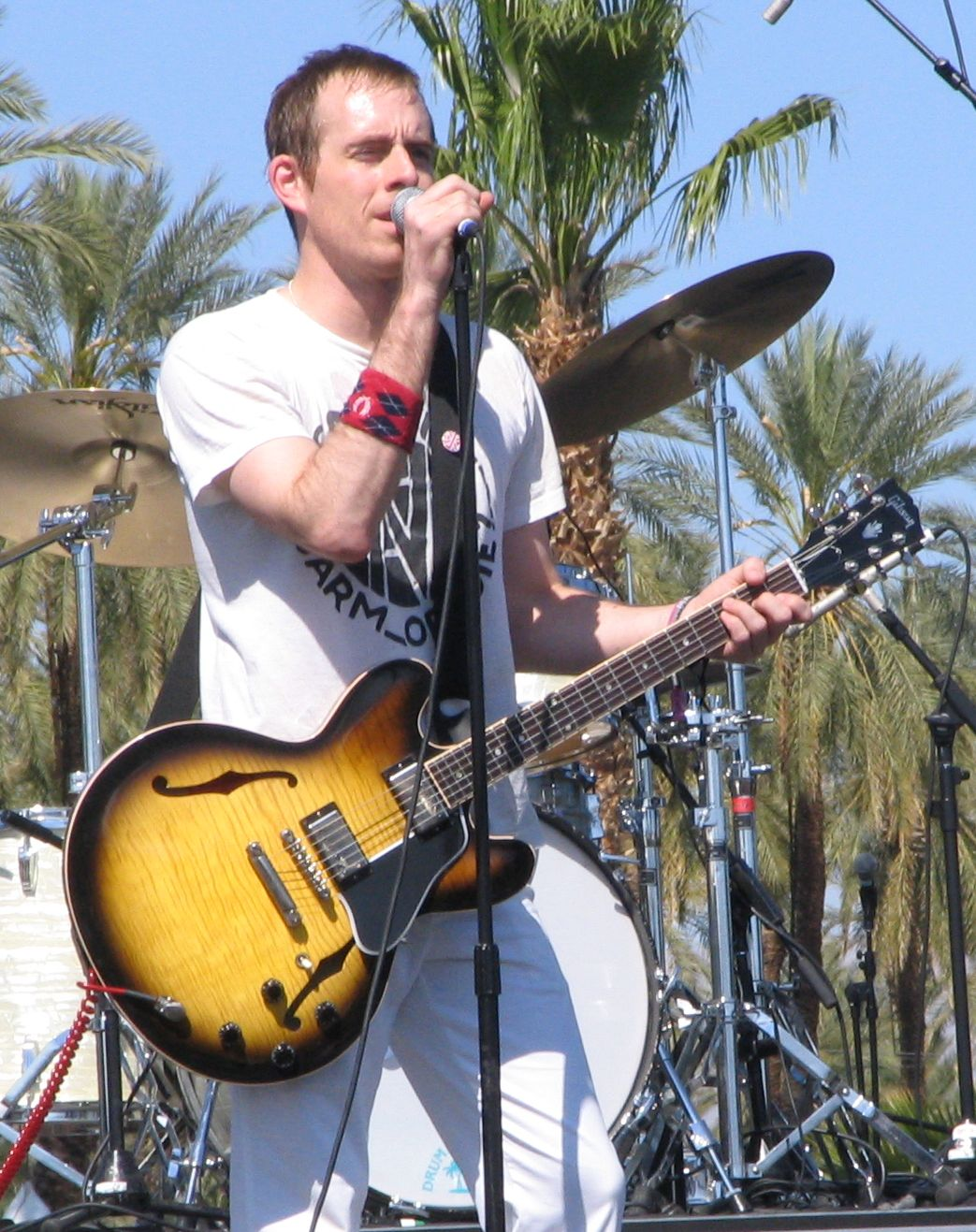
泰德·萊奧在觀看音樂錄影帶後翻唱歌曲

不告而別曾被多位藝人翻唱。2011年9月27日，喬瑟夫·高登-李維在《吉米‧法倫今夜秀》上模仿埃克索尔·罗斯的風格翻唱歌曲。美國歌手巴奇·沃克亦在他2005年的專輯裡《Cover Me Badd》翻唱歌曲。衛星音樂的戴夫·多納利讚賞沃克的翻唱版本水準非常接近克萊森的原版。美國搖滾樂隊A Day to Remember也翻唱了歌曲，並收錄在他們的專輯《For Those Who Have Heart》重發版。獨立搖滾歌手泰德·萊奧在觀看不告而別音樂錄影帶數小時後，於網上以原音樂風格翻唱了歌曲。他表示：「它的記憶點一個接一個來。我也對它在更進步的流行模仿層面非常欣賞。它以非常透明的方式創作，從很多現在模糊的前衛和流行的風格汲取靈感，但放在如此完美的小包裝中。這是無可否認的」。加拿大獨立樂隊東京警察俱樂部在十天連續翻唱歌曲的「十天，十首翻唱，十年」企劃中翻唱了歌曲。Girl Talk在他2008年的專輯《Feed the Animals》的歌曲Here's The Thing中取樣了不告而別。歌曲亦作為開場曲收錄在合輯《American Idol 10th Anniversary – The Hits》中，合輯發行以慶祝《美國偶像》開辦十年週年，並收錄節目九位優勝者的歌曲。
不告而別亦被不同電視歌唱比賽節目的選手翻唱。《美國偶像》第八季的托德里克·霍爾演唱了歌曲，雖然他的表演滿足了希望聽到原創風格的評判，但卻遭到包括西蒙·高維爾指像一個嘗試歌唱的舞者等批評。2011年11月26日，《英國版X音素》第八季的阿梅利亞·莉莉演唱了歌曲。她的表演獲得評判的好評，路易·華許讚賞她的表演感覺輕鬆，而凯莉·罗兰則讚賞「阿梅利亞·莉莉睡著都能唱上那些高音！」。《澳洲版X音素》第三季的盧克·奧德爾也翻唱了歌曲。2012年6月13日，約翰·傳奇跟他的二重唱搭檔梅萊娜·布朗在《Duets》上合唱了不告而別。《滾石》的凱蒂·克羅爾痛斥他們的表演「刺耳」及「幾乎不能聽」，而《Leader-Post》的戈德·克雷格則認為「儘管布朗跟傳奇聽起來很棒，但她沒有交出自己最好的表演」。在《The Sing Off》第三季，優勝組合五聲音階唱出不告而別跟Forget You的串燒表演。全體評判均給予他們好評，當中班·弗茲表示：「你們賦予樂器聲音」，而孝恩·斯托克曼則讚賞節奏與打擊樂器的部分，以「肉與馬鈴薯」為凱文跟阿維重新取名。
不告而別獲伊斯特·迪恩跟史蓋勒·奧斯丁在2012年喜劇歌舞電影《歌喉讚》翻唱。《娛樂週刊》的蘭福德·比爾指出歌曲於電影的試唱鏡頭出現，認為「以凱莉·克萊森的不告而別為基調，並以明智的無伴奏合唱裝飾作為歌手編排，同時帶出歡笑聲並展示他們的才華」。《波士頓環球報》的克莉絲汀·萊米爾對於將歌曲表演加入在試唱鏡頭持正面評價，認為它優美的剪輯使「它仿如新鮮演繹出行之有效、糟糕初次約會的蒙太奇」。歌曲亦獲巴西肥皂剧《鍛鍊》第十二季使用。歌曲亦在《女超人》第一季，以及電影《沒有懷孕的少女》中使用。

## 地位
截至2014年，歌曲已經以原版及重混版的方式收錄在超過40張專輯。歌曲推動克萊森在主流流行音樂中取得成功，並被視為2000年代強力流行的里程碑。《告示牌》的毛利·約翰斯頓主張「歌曲啟發了來自不同角落的翻唱－泰德·萊奧、Kidz Bop－並幫助紅粉佳人的誰知道跟帕拉摩爾樂團的Misery Business等歌曲打好進入流行世界的準備，更不用說克萊森其後的失去你 狠瞎等熱門歌曲」。《娱乐周刊》將歌曲入選2000年代的「最佳」列表，表示：「誰還能做得更好？沒甚麼能比原始偶像2004年的甩掉冷酷前任歌曲更能激起浪漫的憤怒了」。歌曲亦獲Pitchfork排名2000年代的第21佳樂曲，表示：「不告而別給予我們近十年來最直接的振作吶喊之一，並帶有完美實現的跟唱副歌，將會成為多年的卡啦OK標準」。《大西洋》雜誌在2014年將不告而別稱為上一個時代的最佳流行歌曲。
About.com的比爾·蘭姆將歌曲評為史上第29佳流行樂曲，認為「凱莉·克拉克森曾表示自己堅持在錄音中加入搖滾感。結果這首歌曲以幾乎完美的方式捕捉主流流行音樂的通行聲音」。《新音乐快递》把歌曲評為「近15年來150佳歌曲」的135位，認為「原本應該是其中一首美國劣質強力流行歌曲，但最後成為任何風格中的優秀分手歌曲」。《影音俱樂部》的編輯把歌曲評為他們最喜愛的愉快分手曲之一，表示：「當電貝斯跟鼓動開始的一刻，歌曲便成為蔑視的聖歌，自我實現的呼喚，以及在跳舞派對播放時立刻舉起雙手的歌曲」。《滾石》於2010年把不告而別評為滚石杂志五百大歌曲第482位，其後在2021年把歌曲評為第93位，而讀者則把歌曲評為2000年代最佳歌曲的第9位。AOL電台的編輯把歌曲評為他們10佳分手歌曲的第10位。不告而別亦獲入選《告示牌》多個列表，包括2013年公佈的美國偶像史上百強熱門單曲的第1位。在2017年4月，歌曲入選《告示牌》的廿一世紀最強副歌的第2位，並被評為克萊林於《Billboard》百大熱門榜表現最好的歌曲。歌曲亦被《告示牌》評為過去六個時代的600首最熱門歌曲的第342位。

## 歌曲列表
| - CD單曲 1. "Since U Been Gone" (radio edit) – 3:08 2. "Since U Been Gone" (AOL live version) – 3:16 - CD加大單曲 1. "Since U Been Gone" (radio edit) – 3:08 2. "Since U Been Gone" (AOL live version) – 3:16 3. "Miss Independent" (AOL live version) – 5:12 4. "Since U Been Gone" (Enhanced CD video) – 3:10 | - Dance Vault重混 1. "Since U Been Gone" (Jason Nevins Rock da Edit) – 3:20 2. "Since U Been Gone" (Jason Nevins Ambient) [Candlelight Mix] – 3:29 3. "Since U Been Gone" (Jason Nevins Club Mixshow) – 5:34 4. "Since U Been Gone" (Jason Nevins Club) – 7:39 5. "Since U Been Gone" (Jason Nevins Dub) – 7:20 6. "Since U Been Gone" (Jason Nevins Radio Edit Instrumental) – 3:50 7. "Since U Been Gone" (Jason Nevins Radio Edit Acappella) – 3:37 8. "Since U Been Gone" (Jason Nevins Reprise) – 5:11 |

## 製作名單
資料來源《美夢成真》的內頁。
錄製
- 由马克斯·马丁、卢克博士跟拉斯·馬爾特納在瑞典斯德哥尔摩的馬拉音錄音室（英语：Maratone Studios）錄製

人員名單
- 凱莉·克萊森 – 和聲、主聲樂
- 卢克博士 – 製作、詞曲創作、樂器
- 马克斯·马丁 – 製作、詞曲創作
- 奧爾·達爾施泰特 – 電貝斯、結他、鼓樂
- 塞爾邦·加納 – 混音

## 銷售榜單
| 榜單（2004年－05年）                         | 最高 位置 |
| -------------------------------------------- | --------- |
| 澳大利亚（澳大利亚唱片业协会單曲榜）         | 3         |
| 奥地利（Ö3四十强单曲榜）                     | 3         |
| 比利时佛兰德（Ultratop五十强单曲榜）         | 22        |
| 比利时瓦隆（Ultratop五十强单曲榜）           | 31        |
| 加拿大（Radio & RecordsCHR/Pop三十強單曲榜） | 4         |
| 独联体（Tophit独联体电台榜）                 | 247       |
| 歐洲百強單曲榜（《告示牌》）                 | 5         |
| 德国（德國官方單曲榜）                       | 6         |
| 希臘（國際唱片業協會希臘分會）               | 39        |
| 愛爾蘭（愛爾蘭唱片音樂協會单曲榜）           | 4         |
| 意大利（意大利音乐产业联盟单曲榜）           | 35        |
| 荷兰（荷蘭四十強單曲榜）                     | 4         |
| 荷兰（百强单曲榜）                           | 10        |
| 新西兰（新西兰唱片音乐协会单曲榜）           | 11        |
| 挪威（世道單曲榜）                           | 9         |
| 瑞典（瑞典最熱榜）                           | 16        |
| 瑞士（瑞士热门音乐榜）                       | 7         |
| 英國（官方榜单公司單曲榜）                   | 5         |
| 美国（《告示牌》百大單曲榜）                 | 2         |
| 美國（《告示牌》成人當代單曲榜）             | 22        |
| 美國（《告示牌》Adult Pop Airplay）          | 2         |
| 美國（《告示牌》Dance Club Songs）           | 22        |
| 美國（《告示牌》Dance/Mix Show Airplay）     | 1         |
| 美國（《告示牌》Pop Airplay）                | 1         |
| 美國（《告示牌》百大流行單曲榜）             | 1         |

| 榜單（2005年）                       | 位置 |
| ------------------------------------ | ---- |
| 澳洲（澳洲唱片業協會單曲榜）         | 22   |
| 奧地利（Ö3四十強單曲榜）             | 42   |
| 比利時佛蘭德（Ultratop五十強單曲榜） | 85   |
| 歐洲百強單曲榜（《告示牌》）         | 51   |
| 德國（德國官方單曲榜）               | 63   |
| 荷蘭（荷蘭四十強單曲榜）             | 11   |
| 荷蘭（百強單曲榜）                   | 74   |
| 瑞典（瑞典最熱榜）                   | 76   |
| 瑞士（瑞士熱門音樂榜）               | 59   |
| 英國（官方榜單公司單曲榜）           | 30   |
| 美國（Billboard Hot 100）            | 4    |
| 美國（《告示牌》百大流行單曲榜）     | 1    |
| 委內瑞拉（唱片报告）                 | 39   |

| 榜單（2000年－09年）               | 位置 |
| ---------------------------------- | ---- |
| 美國（Billboard Hot 100）          | 47   |
| 美國（《告示牌》主流四十強單曲榜） | 6    |

| 榜單                               | 位置 |
| ---------------------------------- | ---- |
| 美國（Billboard Hot 100）          | 342  |
| 美國（《告示牌》主流四十強單曲榜） | 24   |

## 認證
| 地區                                                       | 认证 | 认证单位/销量 |
| ---------------------------------------------------------- | ---- | ------------- |
| 澳大利亚（澳大利亚唱片业协会）                             | 白金 | 70,000^       |
| 加拿大（加拿大音乐协会）                                   | 白金 | 20,000*       |
| 丹麦（國際唱片業協會丹麥分會）                             | 金   | 45,000‡       |
| 挪威（國際唱片業協會挪威分会）                             | 金   | 5,000‡        |
| 英国（英国唱片业协会）                                     | 白金 | 600,000‡      |
| 美国（美國唱片業協會）                                     | 白金 | 2,973,000     |
| 美国（美國唱片業協會） 鈴聲                                | 金   | 500,000*      |
| *僅含認證的實際銷量 ^僅含認證的出貨量 ‡僅含認證的+實際銷量 |      |               |

## 發行歷史
| 地區   | 日期           | 形式                        | 廠牌         | 來源            |
| ------ | -------------- | --------------------------- | ------------ | --------------- |
| 美國   | 2004年11月16日 | 當代流行電台                | RCA          | [ 13 ]          |
| 德國   | 2004年12月24日 | 線上下載                    | 索尼貝塔斯曼 | [ 177 ]         |
| 愛爾蘭 | 2004年12月24日 | 線上下載                    | 索尼貝塔斯曼 | [ 178 ]         |
| 盧森堡 | 2004年12月24日 | 線上下載                    | 索尼貝塔斯曼 | [ 179 ]         |
| 芬蘭   | 2004年12月27日 | 線上下載                    | 索尼貝塔斯曼 | [ 180 ]         |
| 澳洲   | 2005年1月28日  | 加大單曲                    | 索尼貝塔斯曼 | [ 181 ]         |
| 美國   | 2005年3月7日   | 熱門成人当代音乐            | RCA          | [ 182 ]         |
| 愛爾蘭 | 2005年3月25日  | 線上下載（Dance Vault重混） | 索尼貝塔斯曼 | [ 183 ]         |
| 挪威   | 2005年3月28日  | 線上下載（Dance Vault重混） | 索尼貝塔斯曼 | [ 184 ]         |
| 美國   | 2005年3月29日  | 線上下載（Dance Vault重混） | RCA          | [ 185 ]         |
| 英國   | 2005年7月4日   | CD單曲                      | 索尼貝塔斯曼 | [ 186 ] [ 187 ] |
| 英國   | 2005年7月4日   | 加大單曲                    | 索尼貝塔斯曼 | [ 186 ] [ 188 ] |
| 德國   | 2005年7月18日  | 加大單曲                    | 索尼貝塔斯曼 | [ 189 ]         |
| 德國   | 2005年8月29日  | CD單曲                      | 索尼貝塔斯曼 | [ 190 ]         |
| 法國   | 2005年9月21日  | CD單曲                      | 索尼貝塔斯曼 | [ 191 ]         |

## 資料來源
1. ↑  All I Ever Wanted
2. 1 2  . PR Newswire. RCA. 2004-11-22  [2012-03-17]. （原始内容存档于2013-09-21）.
3. 1 2  Raftery, Brian. . Blender. Alpha Media Group: 1–4.   [2012-03-16]. （原始内容存档于2016-03-05）.
4. ↑  Poirier, Sébastien. . MSN. Microsoft. 2012-01-09  [2012-03-16]. （原始内容存档于2012-04-19）.
5. ↑  . AOL.   [2012-03-16]. （原始内容存档于2012-04-18）.
6. 1 2  Willman, Chris. . Billboard. The Prometheus Global. 2010-09-03  [2012-03-17]. （原始内容存档于2013-05-18）.
7. 1 2 3 4 5 6 7  Moss, Corey. . MTV. Viacom. 2005-11-11  [2012-03-16]. （原始内容存档于2013-11-02）.
8. ↑  Needham, Alex. . The Guardian. 2015-11-04  [2017-12-28]. （原始内容存档于2022-07-03）.
9. ↑  . popbitch.com.   [2017-12-28]. （原始内容存档于2021-05-05）.
10. ↑  . Rolling Stone. 2006-04-20  [2017-12-28]. （原始内容存档于2018-04-29）.
11. ↑  Moss, Corey. . MTV. Viacom.   [2012-03-17]. （原始内容存档于2011-03-05）.
12. ↑  . Contactmusic.com. 2011-08-25  [2012-03-19]. （原始内容存档于2014-09-02）.
13. 1 2  . Radio & Records.   [2012-06-02]. （原始内容存档于2014-12-18）.
14. ↑  Freedom du Lac, J. . AllMusic. 2007-06-26  [2017-09-16]. （原始内容存档于2015-02-08）.
15. 1 2  .   [2022-07-03]. （原始内容存档于2021-10-17）.
16. ↑  Davis, Carolyn E. . MTV. Viacom. 2005-05-01  [2012-02-29]. （原始内容存档于2014-02-25）.
17. ↑  . Billboard.   [2012-03-19]. （原始内容存档于2014-09-17）.
18. 1 2  . Musicnotes.com (Universal Music Publishing Group).
19. ↑  . Popdose. Popdose. 2009-11-24  [2012-03-19]. （原始内容存档于2012-01-21）.
20. ↑  Sanneh, Kelefa. . The New York Times. 2005-03-17  [2012-03-18]. （原始内容存档于2017-09-17）.
21. ↑  Sanneh, Kelefa. . The New York Times. 2005-09-01  [2012-03-18].
22. ↑  Laureate, Film. . Blogcritics. Technorati, Inc. 2005-07-13  [2012-03-17]. （原始内容存档于2013-03-13）.
23. ↑  . Entertainment Weekly. Time Inc. 2009-03-02  [2012-03-20]. （原始内容存档于2013-01-22）.
24. ↑  Donnelly, Dave. . Sputnikmusic. Jeremy Ferwerda. 2006-02-09  [2012-03-16].
25. ↑  Plummer, Sean. . MSN. Microsoft. 2011-10-06  [2012-03-17]. （原始内容存档于2012-07-22）.
26. 1 2  Lampiris, Steve. . ZME Music. ZME Media. 2009-10-22  [2012-03-16]. （原始内容存档于2010-09-07）.
27. ↑  Snierson, Dan. . Entertainment Weekly. 2005-08-26  [2012-03-20]. （原始内容存档于2012-10-21）.
28. ↑  Erlewine, Stephen Thomas. . MSN. Microsoft.   [2012-03-16]. （原始内容存档于2012-05-09）.
29. ↑  Rohin. . Blogcritics. Technorati, Inc. 2005-06-19  [2012-03-16]. （原始内容存档于2012-07-01）.
30. ↑  Cinquemani, Sal. . Slant Magazine Slant Magazine. 2004-12-18  [2012-03-16]. （原始内容存档于2017-09-22）.
31. ↑  Cinquemani, Sal. . Slant Magazine Slant Magazine. 2005-12-15  [2012-03-17]. （原始内容存档于2014-01-12）.
32. ↑  . Slant Magazine Slant Magazine. 2010-01-25  [2012-03-17]. （原始内容存档于2014-01-12）.
33. 1 2  Thompson, Stephen. . NPR Music National Public Radio, Inc. 2009-11-16  [2012-03-17]. （原始内容存档于2021-05-20）.
34. ↑  Trust, Gary. . Billboard. Prometheus Global. 2010-07-30  [2012-03-19]. （原始内容存档于2021-10-17）.
35. ↑  Kailath, Ryan. . NPR Music National Public Radio, Inc. 2014-12-02  [2015-01-05]. （原始内容存档于2022-07-03）.
36. ↑  .   [2022-07-03]. （原始内容存档于2020-10-02）.
37. ↑  . Billboard. Vol. 118 no. 7. 2006-02-18: 76.
38. ↑  . Grammy.com The Recording Academy.   [2012-03-18]. （原始内容存档于2016-03-11）.
39. ↑  Moss, Corey. . MTV. Viacom. 2005-08-15  [2012-03-16]. （原始内容存档于2013-11-04）.
40. ↑  . FMQB. Friday Morning Quarterback Album Report, Inc. and Mediaspan Online Services. 2005-12-05  [2012-03-18]. （原始内容存档于2012-02-23）.
41. ↑  . Allaccess.com. 2005-11-04  [2012-03-06]. （原始内容存档于2018-09-13）.
42. ↑  . NBC.com.   [2012-06-26]. （原始内容存档于2012-11-02）.
43. ↑  Lamb, Bill. . About.com. The New York Times Company. 2005-12-06  [2012-03-18]. （原始内容存档于2012-01-21）.
44. ↑  . Billboard.   [2012-03-19].
45. ↑  . Billboard.   [2012-03-19].
46. ↑  . Billboard.   [2012-03-19].
47. ↑  . Billboard.   [2012-03-19].
48. 1 2  Bronson, Fred. . Billboard. Vol. 117 no. 15. 2005-04-09: 53  [2012-03-19]. （原始内容存档于2022-07-03）.
49. ↑  Grein, Paul. . Chart Watch. Yahoo! Music. 2012-04-25  [2012-04-26]. （原始内容存档于2013-10-20）.
50. ↑  Bronson, Fred. . Billboard. Vol. 117 no. 13. 2005-03-26: 50  [2012-03-19]. （原始内容存档于2022-07-05）.
51. ↑  Bronson, Fred. . Billboard. Vol. 117 no. 23. 2005-06-04: 4  [2012-03-19]. （原始内容存档于2022-07-03）.
52. ↑  . Billboard.   [2012-03-29]. （原始内容存档于2023-10-19）.
53. ↑  . Recording Industry Association of America.   [2012-03-20]. （原始内容存档于2013-02-01）.
54. 1 2  Trust, Gary. . Billboard. 2017-09-10  [2017-09-10]. （原始内容存档于2017-09-10）.
55. ↑  . Hung Medien. 2005-02-13  [2012-03-20]. （原始内容存档于2012-10-06）.
56. ↑  . Australian Recording Industry Association.   [2012-03-20]. （原始内容存档于2012-02-14）.
57. ↑  . Hung Medien.   [2012-03-20]. （原始内容存档于2022-07-03）.
58. ↑  . Official Charts Company.   [2012-03-20]. （原始内容存档于2015-07-26）.
59. ↑  .   [2022-07-03]. （原始内容存档于2020-09-22）.
60. ↑  . Irish Singles Chart. 2005-07-07  [2012-03-20]. （原始内容存档于2013-12-27）.
61. ↑  . Irish Singles Chart. 2005-07-28  [2012-03-20]. （原始内容存档于2012-06-04）.
62. ↑  . Hung Medien.   [2012-03-20]. （原始内容存档于2012-10-19）.
63. ↑  . Swiss Singles Chart. Hung Medien.   [2012-03-20]. （原始内容存档于2013-12-27）.
64. ↑  . Hung Medien.   [2012-03-20]. （原始内容存档于2022-01-04）.
65. ↑  . Hung Medien.   [2012-03-20]. （原始内容存档于2022-02-20）.
66. ↑  . Hung Medien.   [2012-03-20]. （原始内容存档于2022-06-26）.
67. 1 2  Vineyard, Jennifer. . MTV. Viacom. 2005-11-03  [2012-03-16]. （原始内容存档于2013-11-04）.
68. ↑  Macke, Johnni. . E! News. E!. 2018-05-14  [2018-05-18]. （原始内容存档于2018-07-05）.
69. ↑  . MTV. Viacom. 2005-09-01  [2012-03-16]. （原始内容存档于2013-07-29）.
70. ↑  Sanneh, Kelefa. . The New York Times. 2005-08-29  [2012-03-16]. （原始内容存档于2012-03-22）.
71. ↑  . MTV. Viacom. 2005-09-01  [2012-03-18]. （原始内容存档于2013-07-29）.
72. ↑  . MusicOMH. Michael Hubbard.   [2012-03-16]. （原始内容存档于2012-09-03）.
73. ↑  Flitsch, Byron. . MTV. Viacom. 2012-02-17  [2012-04-06]. （原始内容存档于2012-02-18）.
74. ↑  . MTV. Viacom.   [2012-03-21]. （原始内容存档于2013-07-17）.
75. ↑  . MTV. Viacom.   [2012-03-21]. （原始内容存档于2012-05-02）.
76. 1 2  Bain, Becky. . Idolator. Buzz Media. 2011-10-25  [2012-03-21].[]
77. ↑  Montgomery, James. . MTV. Viacom. 2005-08-29  [2012-03-21]. （原始内容存档于2013-10-23）.
78. ↑  Moss, Corey. . MTV. Viacom. 2005-08-29  [2012-03-21]. （原始内容存档于2013-09-29）.
79. ↑  Kravitz, Jeff. . People. Time Warner. 2009-09-10  [2012-03-21]. （原始内容存档于2016-03-03）.
80. ↑  Sanneh, Kelefa. . The New York Times. 2005-08-30  [2012-04-02].
81. ↑  Harp, Justin. . Digital Spy. Nat Mags. 2012-01-06  [2012-03-28]. （原始内容存档于2012-01-08）.
82. ↑  Bishop, Tom. . BBC News Online. 2006-02-16  [2012-03-21]. （原始内容存档于2022-07-03）.
83. ↑  Danton, Eric. . 2007-10-22  [2012-03-21]. （原始内容存档于2012-07-07）.
84. ↑  Freydkin, Donna. . USA Today. Gannett Company. 2007-10-15  [2012-03-21]. （原始内容存档于2010-03-23）.
85. ↑  Ganz, Carey. . Rolling Stone. 2009-10-07  [2012-03-21]. （原始内容存档于2017-10-23）.
86. ↑  Exton, Emily. . Popdust. 2011-09-23  [2012-03-21]. （原始内容存档于2016-03-24）.
87. ↑  George, Kat. . VH1. 2011-12-18  [2012-05-15]. （原始内容存档于2015-05-03）.
88. ↑  Haymes, Greg. . Hearst Corporation. 2012-01-18  [2012-04-13]. （原始内容存档于2012-04-15）.
89. ↑  Eggenberger, Nicole. . OK!. Odyssey Magazine Publishing Group. 2011-09-28  [2012-03-21]. （原始内容存档于2016-05-29）.
90. ↑  Donnelly, David. . Sputnikmusic. Jeremy Ferwerda. 2005-12-30  [2012-03-21].
91. ↑  Ryan, Chris. . MTV. Viacom. 2005-11-16  [2012-03-21]. （原始内容存档于2012-01-30）.
92. ↑  Moss, Corey. . MTV. Viacom. 2005-08-23  [2012-03-21]. （原始内容存档于2013-10-23）.
93. ↑  Matty. . MuchMusic. Bell Media. 2011-12-31  [2012-03-21]. （原始内容存档于2012-03-12）.
94. ↑  Powell, Austin. . The Austin Chronicle. 2008-09-12  [2012-03-21]. （原始内容存档于2022-07-03）.
95. ↑  Dinh, James. . MTV. Viacom. 2011-02-03  [2012-03-23]. （原始内容存档于2014-04-15）.
96. ↑  Mansfield, Brian. . USA Today. 2011-02-03  [2012-03-23]. （原始内容存档于2021-01-25）.
97. ↑  Kaufman, Gil. . MTV. Viacom. 2010-02-24  [2012-03-21]. （原始内容存档于2012-11-06）.
98. ↑  Byrnes, Holly. . Herald Sun. The Herald and Weekly Times. 2011-09-01  [2012-03-23].
99. ↑  . Rolling Stone. 2012-06-14  [2012-06-26]. （原始内容存档于2017-02-17）.
100. ↑  Craig, Gord. . Leader-Post. 2012-06-15  [2012-06-26]. （原始内容存档于2012-06-21）.
101. ↑  .   [2013-07-07]. （原始内容存档于2013-07-07）.
102. ↑  Phares, Heather. . Allmusic. Rovi Corporation.   [2013-02-07]. （原始内容存档于2020-09-01）.
103. ↑  Beard, Lanford. . Entertainment Weekly. 2012-09-29  [2013-02-07]. （原始内容存档于2014-08-13）.
104. ↑  Lemire, Christy. . The Boston Globe. 2012-09-26  [2013-02-07]. （原始内容存档于2012-10-01）.
105. ↑  . Memória Globo. Rede Globo de Televisão.   [2016-01-20]. （原始内容存档于2016-03-03）.
106. ↑  . 2016-03-21  [2016-04-30].
107. ↑  Nicholson, Amy. . Variety. 2020-09-11  [2021-07-13]. （原始内容存档于2022-07-16）.
108. ↑  .   [2022-07-03]. （原始内容存档于2022-07-03）.
109. ↑  .   [2022-07-03]. （原始内容存档于2020-08-19）.
110. ↑  THE 100 greatest movies, TV shows, albums, books, characters, scenes, episodes, songs, dresses, music videos, and trends that entertained us over the past 10 years", Entertainment Weekly, December 11, 2009 (1079/1080):74-84
111. ↑  . 2009-08-20  [2012-03-17]. （原始内容存档于2016-03-13）.
112. ↑  . 2014-12-02  [2022-07-03]. （原始内容存档于2022-07-03）.
113. ↑  Lamb, Bill. . About.com. The New York Times Company.   [2012-03-17]. （原始内容存档于2011-06-05）.
114. ↑  . NME.   [2012-03-17]. （原始内容存档于2015-06-29）.
115. ↑  . NME.   [2012-03-17]. （原始内容存档于2016-03-13）.
116. ↑  . The A.V. Club. The Onion, Inc. 2010-09-06  [2012-03-19]. （原始内容存档于2013-09-14）.
117. ↑  . Rolling Stone. June 2010  [2012-03-28]. （原始内容存档于2012-07-12）.
118. ↑  . 2021-09-15  [2022-07-03]. （原始内容存档于2022-07-03）.
119. ↑  Kaufman, Gil. . MTV. Viacom. 2009-12-09  [2012-03-16]. （原始内容存档于2013-09-28）.
120. ↑  . AOL. AOL.   [2012-03-17]. （原始内容存档于2012-08-22）.
121. ↑  Bronson, Fred. . Billboard. 2015-05-12  [2016-01-17]. （原始内容存档于2017-07-16）.
122. ↑  Corpuz, Kristin. . Billboard. 2017-04-24  [2017-05-01]. （原始内容存档于2020-08-19）.
123. ↑  . Billboard. 2017-04-24  [2017-05-01]. （原始内容存档于2021-06-16）.
124. ↑  .   [2022-07-03]. （原始内容存档于2018-08-03）.
125. ↑  . Allmusic. Rovi Corporation.   [2012-03-25].
126. ↑  . Allmusic. Rovi Corporation.   [2012-03-25]. （原始内容存档于2011-12-14）.
127. ↑  . iTunes Store. Apple Inc. 2005-03-24  [2012-03-23]. （原始内容存档于2016-03-16）.
128. ↑   (liner notes). Kelly Clarkson. RCA唱片. 2004.
129. ↑  "Australian-charts.com – Kelly Clarkson – Since U Been Gone". ARIA Top 50 Singles.    （英語）.
130. ↑  "Austriancharts.at – Kelly Clarkson – Since U Been Gone". Ö3 Austria Top 40.   （德語）.
131. ↑  "Ultratop.be – Kelly Clarkson – Since U Been Gone". Ultratop 50.    （荷蘭語）.
132. ↑  "Ultratop.be – Kelly Clarkson – Since U Been Gone". Ultratop 50.    （法語）.
133. ↑   (PDF). Radio & Records. No. 1592. 2005-02-04: 28  [2020-10-15]. （原始内容存档 (PDF)于2021-10-01）.
134. ↑  Kelly Clarkson — Since U Been Gone. TopHit.  [2021-08-07].（英語）.
135. ↑  . Billboard. Vol. 117 no. 36. 2005-09-03: 101.
136. ↑  "Kelly Clarkson – Since U Been Gone". GfK Entertainment charts.  Retrieved 2019-10-02.  （德語）.
137. ↑  . IFPI Greece.   [2005-11-24]. （原始内容存档于2005-11-24）.
138. ↑  "The Irish Charts – Search Results – Since U Been Gone". Irish Singles Chart.  （英語）.
139. ↑  "Italiancharts.com – Kelly Clarkson – Since U Been Gone". Top Digital Download.  （英語）.
140. ↑   "Nederlandse Top 40 – week 31, 2005". Dutch Top 40  .
141. ↑  "Dutchcharts.nl – Kelly Clarkson – Since U Been Gone". Single Top 100.  （荷蘭語）.
142. ↑  "Charts.nz – Kelly Clarkson – Since U Been Gone". Top 40 Singles.  （英語）.
143. ↑  "Norwegiancharts.com – Kelly Clarkson – Since U Been Gone". VG-lista.  （挪威語）.
144. ↑  "Swedishcharts.com – Kelly Clarkson – Since U Been Gone". Singles Top 100.  （英語）.
145. ↑  "Swisscharts.com – Kelly Clarkson – Since U Been Gone". Swiss Singles Chart.  （英語）.
146. ↑  "Official Singles Chart Top 100". Official Charts Company.  （英語）.
147. ↑  "Kelly Clarkson Chart History (Hot 100)". Billboard.  [2019-10-02].（英語）.
148. ↑   "Kelly Clarkson Chart History (Adult Contemporary)". Billboard.  [2019-10-02].（英語）.
149. ↑  "Kelly Clarkson Chart History (Adult Pop Songs)". Billboard.   [2019-10-02].（英語）.
150. ↑  "Kelly Clarkson Chart History (Dance Club Songs)". Billboard.  [2019-10-02].（英語）.
151. ↑  "Kelly Clarkson Chart History (Dance Mix/Show Airplay)". Billboard.  [2019-10-02].（英語）.
152. ↑  "Kelly Clarkson Chart History (Pop Songs)". Billboard.  [2019-10-02].（英語）.
153. ↑  . Allmusic.   [2013-05-02].
154. ↑  . Australian Recording Industry Association.   [2012-03-18]. （原始内容存档于2020-11-12）.
155. ↑  . IFPI Austria. Hung Medien.   [2012-03-18]. （原始内容存档于2013-09-27）.
156. ↑  . Ultratop.   [2012-03-18]. （原始内容存档于2012-04-15）.
157. ↑   (PDF). Billboard, Inc.   [2012-03-18]. （原始内容 (PDF)存档于2012-10-18）.
158. ↑  . GfK Entertainment.   [2015-08-30]. （原始内容存档于2015-05-09）.
159. ↑  . Stichting Nederlandse Top 40.   [2015-08-14]. （原始内容存档于2005-02-17）.
160. ↑  . Dutch Top 40. Hung Medien.   [2012-03-18]. （原始内容存档于2017-07-21）.
161. ↑  . Sverigetopplistan.   [2012-03-18]. （原始内容存档于2013-09-21）.
162. ↑  . Swiss Music Charts.   [2012-03-18]. （原始内容存档于2015-02-24）.
163. ↑  . Official Charts Company.   [2015-10-23]. （原始内容存档于2015-09-26）.
164. ↑  . Billboard. Vol. 117 no. 52. 2005-12-24: YE-39.
165. ↑  . Billboard. Vol. 117 no. 52. 2005-12-24: YE-43.
166. ↑   (PDF). Record Report: 5. 2005-12-24  [2021-06-23]. （原始内容 (PDF)存档于2006-07-08）.
167. ↑  . Billboard.   [2012-03-18]. （原始内容存档于2011-03-26）.
168. ↑  . Billboard.   [2012-04-01]. （原始内容存档于2012-10-03）.
169. ↑  . Billboard.   [2018-12-10]. （原始内容存档于2018-08-03）.
170. ↑  . Billboard.   [2019-10-02]. （原始内容存档于2019-10-02）.
171. ↑   (PDF). Australian Recording Industry Association （英语）.
172. ↑  . Music Canada （英语）.
173. ↑  . IFPI Danmark.   [2021-06-01] （丹麦语）. 浏览下方到2021的列表获取认证。
174. ↑  . IFPI Norway （挪威语）.
175. ↑  . British Phonographic Industry.   [2021-05-21] （英语）.
176. 1 2  . Recording Industry Association of America （英语）.
177. ↑   –Amazon.
178. ↑  .   [2013-08-23]. （原始内容存档于2013-08-23）.
179. ↑  . lu.7digital.com.   [2022-02-03]. （原始内容存档于2013-08-23）.
180. ↑  .   [2013-08-23]. （原始内容存档于2013-08-23）.
181. ↑  . 2007-10-20. （原始内容存档于2007-10-20）.
182. ↑   (PDF). Radio & Records. No. 1596. 2005-03-04: 25  [2021-06-21]. （原始内容存档 (PDF)于2022-05-03）.
183. ↑  .   [2013-08-23]. （原始内容存档于2016-03-09）.
184. ↑  . no.7digital.com.   [2022-02-03]. （原始内容存档于2013-08-23）.
185. ↑  .   [2013-08-23]. （原始内容存档于2013-07-24）.
186. 1 2  . Music Week. 2005-07-02: 17.
187. ↑  .   [2012-06-16]. （原始内容存档于2022-07-03）.
188. ↑  . 2005-07-04  [2022-07-03]. （原始内容存档于2016-03-05） –Amazon.
189. ↑  .   [2012-06-16]. （原始内容存档于2022-07-03）.
190. ↑  . 2005-07-04 –Amazon.
191. ↑  . 2005-09-21  [2022-07-03]. （原始内容存档于2016-03-03） –Amazon.